# وحدت ایتالیا

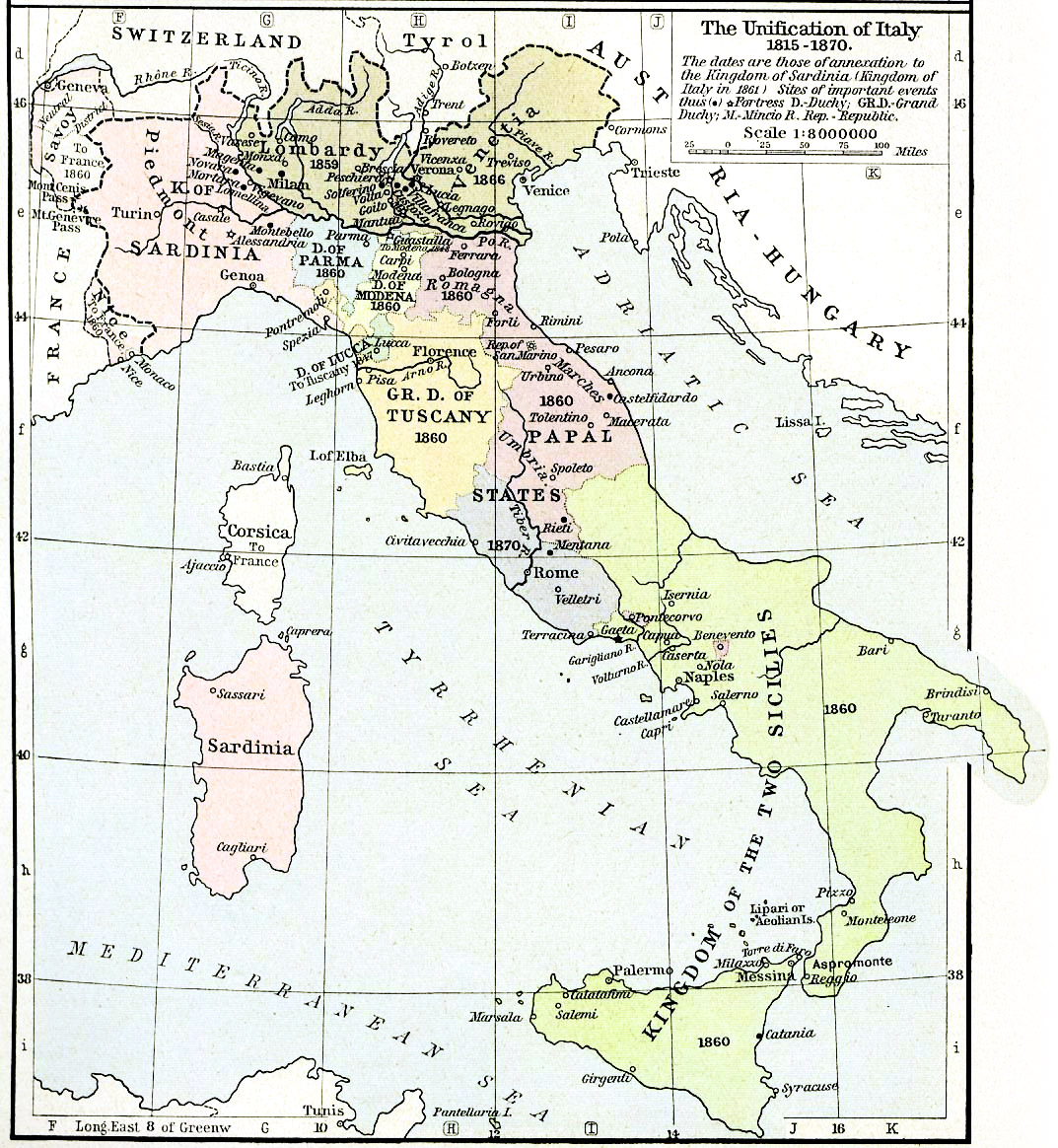
فرایند یکی‌شدن ایتالیا

یگانگی ایتالیا (به ایتالیایی: il Risorgimento) جنبشی سیاسی اجتماعی بود، که طی آن، دولت‌های مختلف شبه‌جزیره ایتالیا با نام دولت ایتالیا در سدهٔ نوزدهم گرد هم آمدند، و یکی شدند. در مورد زمان دقیق آغاز این فرایند توافقی وجود ندارد، اما بسیاری از پژوهشگران بر این باورند که یگانگی ایتالیا با کنگره وین در سال ۱۸۱۵ میلادی آغاز شد، و با تأسیس پادشاهی ایتالیا در ۱۸۶۱، و سپس تغییر پایتخت به رُم در ۱۸۷۱، خاتمه یافت.

## پیش‌زمینه

### تجزیهٔ سرزمین‌های ایتالیایی
سرزمین‌های ایتالیایی در پی سقوط امپراتوری روم غربی به حکومت‌های فئودالی تجزیه شدند، که در رأس هریک از آنان یک شهریار قرار داشت.

### دوران ناپلئون
گرچه زمینهٔ اجتماعی و فکری ملی‌گرایی در این نواحی به قرن هجدهم بازمی‌گردد، بیداری ملی و برانگیخته‌شدن احساسات ضدخارجی در این نواحی با فتوحات ناپلئون آغاز شد. ناپلئون در ۱۸ می ۱۸۰۴ خود را امپراتور فرانسه خواند، و یک سال بعد در ۱۷ مارس ۱۸۰۵ عنوان پادشاهی ایتالیا را به آن افزود. با سقوط ناپلئون در ۱۸۱۵ و بنابر تصمیمات کنگره وین، سرزمین‌های ایتالیایی بین قدرت‌های اروپایی؛ و به‌ویژه شهریاران اتریشی، تقسیم شدند.

## قیام‌های مردمی
اولین قیام مردمی ایتالیا در ۱۸۰۷ و در دوران حکومت ناپلئون بود که انجمن سری کاربوناری شورشی برای مقابله با حکومت فرانسوی‌ها انجام دادند. این انجمن در ۱۸۲۰ نیز با همکاری انجمن سری فراماسونری پس از انتشار قانون اساسی ایتالیا، راه‌پیمایی‌هایی علیه حاکمان اتریشی انجام دادند؛ که از سوی نیروهای اتریشی سرکوب شدند.
در دهه ۱۸۳۰ نیز شورش‌های پرشماری در نواحی مختلف ایتالیا شکل گرفت؛ که با آنکه سرکوب می‌شد، به‌تدریج برنامه‌های مشترک را به هم پیوند می‌داد. یکی از کسانی که نقش مهمی در هماهنگی این شورش‌ها داشتند، جوزپه ماتزینی بود. ماتزینی، مؤسس انجمن سری ایتالیای جوان بود، و هدف خود را برقراری رژیم جمهوری و اتحاد ایتالیا اعلام کرده بود.
انقلاب وین ۱۸۴۸، که موجب برکناری مترنیخ شد، جایگاه اتریش را چنان تضعیف کرد که این کشور دیگر نتوانست جنبش‌های ملی ایتالیایی‌ها را به‌راحتی سرکوب کند.

## فرایند اتحاد

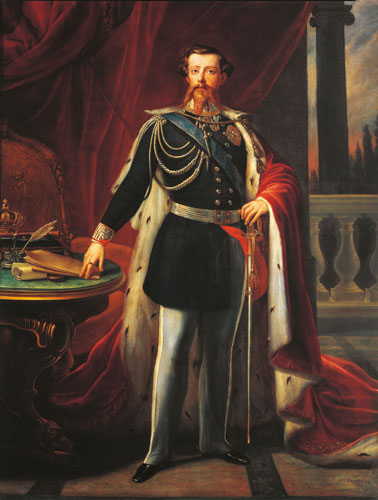
نقاشی از ویکتور امانوئل دوم

### پادشاهی ساردنی
پادشاهی ساردنی که قانون اساسی ایتالیا را پذیرفته و با پرچم سه رنگ ایتالیا به کانون احساسات ملی و زمینه‌ساز اتحاد ایتالیا تبدیل شد. پادشاه ساردنی، ویکتور امانوئل دوم به همراه وزیرش کاوور وحدت ایتالیا را در برنامه خود قرار دادند. کاوور در ۱۸۵۷ با تأسیس جمعیت وحدت ملی میان طرفداران وحدت ایتالیا در تبعید و داخل ارتباط برقرار کرد و توانست سرنوشت ایتالیا را به سرنوشت اروپا گره بزند. از این تاریخ نهضت اتحاد ایتالیا که تا آن زمان تحت آرمان‌گرایی ماتزینی قرار داشت تحت هدایت واقع‌بینانه کاوور قرار گرفت.
شرکت ساردنی در جنگ کریمه به همراه فرانسه و بریتانیا با آنکه برای ساردنی فایده عملی نداشت موجب شرکت این کشور در کنگره پاریس و قرارگرفتن در صف کشورهای لیبرال شد. کاوور برای عملی‌کردن وحدت ایتالیا به پشتیبانی بریتانیا و فرانسه امیدوار بود. با دانستن اینکه پشتیبانی بریتانیا از شکل سیاسی فراتر نخواهد رفت، کاوور به کمک نظامی فرانسه چشم دوخت و ناپلئون سوم را مناسب‌ترین پشتیبان یافت.

### جنگ فرانسه و اتریش
در ۱۸۵۸ در ملاقات کاوور با ناپلئون سوم قرار شد فرانسه لمباردی و جمهوری ونتو را از اتریش گرفته و در ازای آن ساوُی و نیس به فرانسه واگذار شوند. در نتیجه وقتی در ۱۸۵۹ اتریش به ساردنی اعلام جنگ داد ناپلئون طرف ساردنی را گرفت. نیروهای فرانسه و ساردنی در ۴ ژوئن ۱۸۵۹ در نبرد مگنتا پیروزی چشمگیری به دست آوردند و اتریش را مجبور به تخلیه لمباردی کردند؛ ولی در ۲۲ ژوئن ۱۸۵۹ در نبرد سولفورینو، پس از کشته شدن چهل هزار فرانسوی لوئی ناپلئون مجبور به پذیرش آتش‌بس شد.
طبق معاهده نهایی بین ناپلئون سوم و امپراتور اتریش فرانسیس جوزف در نوامبر ۱۸۵۹ در ویلافرانکا اتریش لمباردی را به ساردنی واگذار کرد. این نخستین گام در اتحاد ایتالیا بود.
کاوور که از شدت علاقه لوئی ناپلئون به ساوُی و نیس اطلاع داشت پیشنهاد کرد که به جای جمهوری ونتو فرانسه شاهزاده نشین‌های جنوبی را در ازای ساوی و نیس به ساردنی واگذار کند.
در ژانویه ۱۸۶۰ شاهزاده‌نشین‌های توسکانی، پارما، مودِنا، و رمانا و در پایان همین سال ناپل، مارش و امبری به ساردنی ملحق شدند. پادشاهی ایتالیا در ۱۷ مارس ۱۸۶۱ اعلام موجودیت کرد.

### جنگ اتریش و پروس
جنگ اتریش و پروس در ۱۸۶۶ فرصت دیگری برای پادشاهی ایتالیا (ساردنی سابق) بود که علیه اتریش وارد جنگ شوند. اتریش در این جنگ شکست خود و از یک قدرت بزرگ به سطح یک قدرت متوسط سقوط کرد. اتریش از ناپلئون سوم تقاضای وساطت کرد تا از حمله بیشتر پروس در امان بماند. لوئی ناپلئون با این شرط که اتریش جمهوری ونتو را به ایتالیا واگذار کند وساطت را پذیرفت. به این ترتیب در ۱۸۶۶ جمهوری ونتو به مرکزیت ونیز با آرای عمومی مردم به پادشاهی ایتالیا ملحق شد.

### الحاق رم
ناپلئون سوم که خود یکی از بانیان وحدت ایتالیا بود ازین پس به سدی در برابر وحدت کامل تبدیل شد. وی که از حمایت کاتولیک‌های فرانسه برخوردار بود برای راضی کردن آنها از قدرت سیاسی پاپ حمایت می‌کرد و مانع پیروزی گاریبالدی در حمله ۱۸۶۷ به رم شد.
تا اینکه در حمله پروس به فرانسه در ۱۸۷۰، ناپلئون مجبور شد نیروهایی که از ۱۸۴۹ در رم باقی مانده بود برای مقابله با پروس فراخواند. بلافاصله پس از شکست فرانسه در سدان و اسارت لوئی ناپلئون، ایتالیایی‌ها به رم حمله کرده و این شهر را بدون مقاومت اشغال کردند.
با تصویب الحاق سرزمین‌های موسوم به سرزمین‌های پاپی به ایتالیا از طریق مراجعه به آرای عمومی مردم این شهرها، رم در اول اوت ۱۸۷۱ به عنوان پایتخت جدید ایتالیای متحد شناخته شد.

## نگارخانه

نقشه ایتالیا در سال ۱۰۰۰
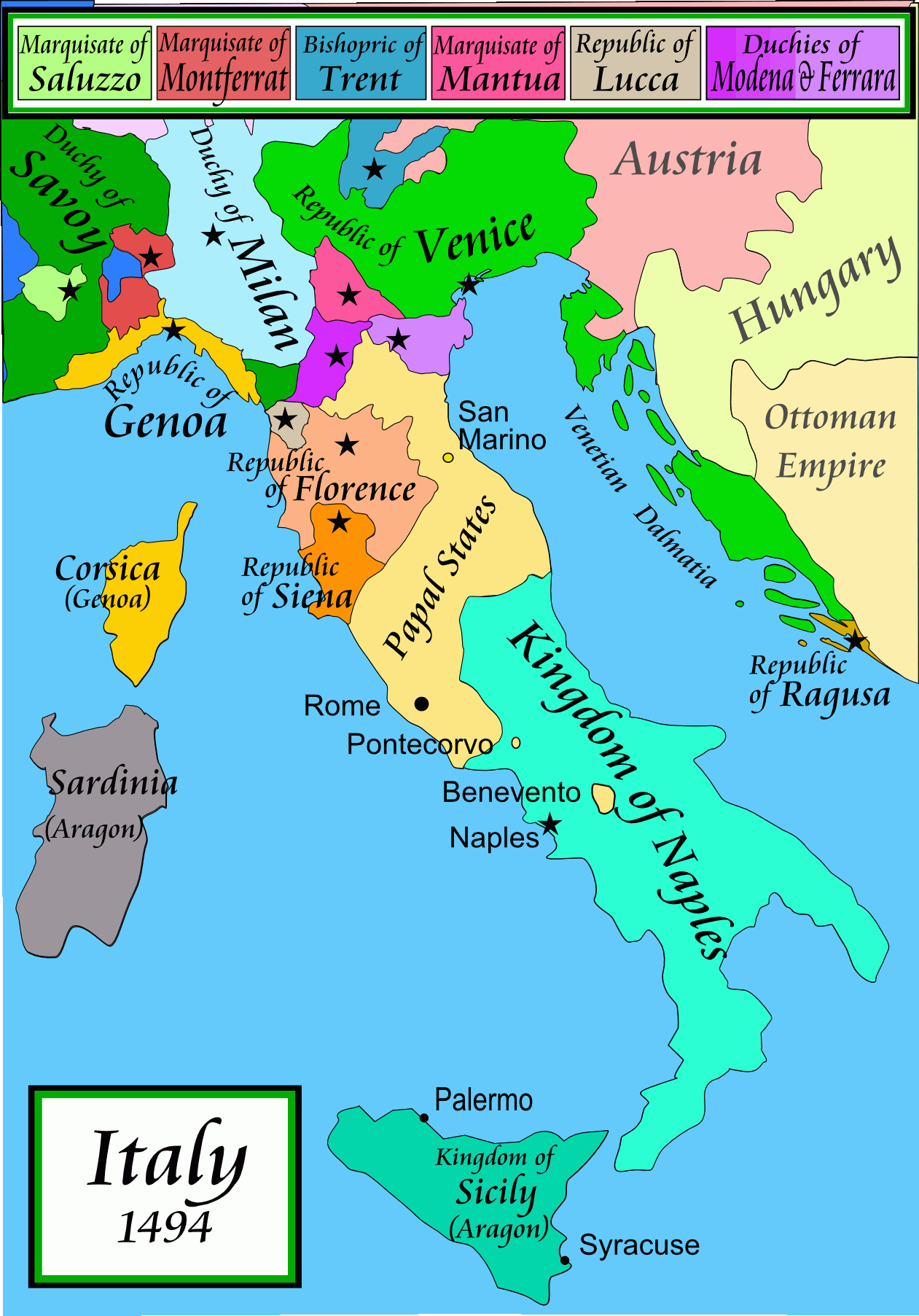
نقشه ایتالیا در سال ۱۴۹۴
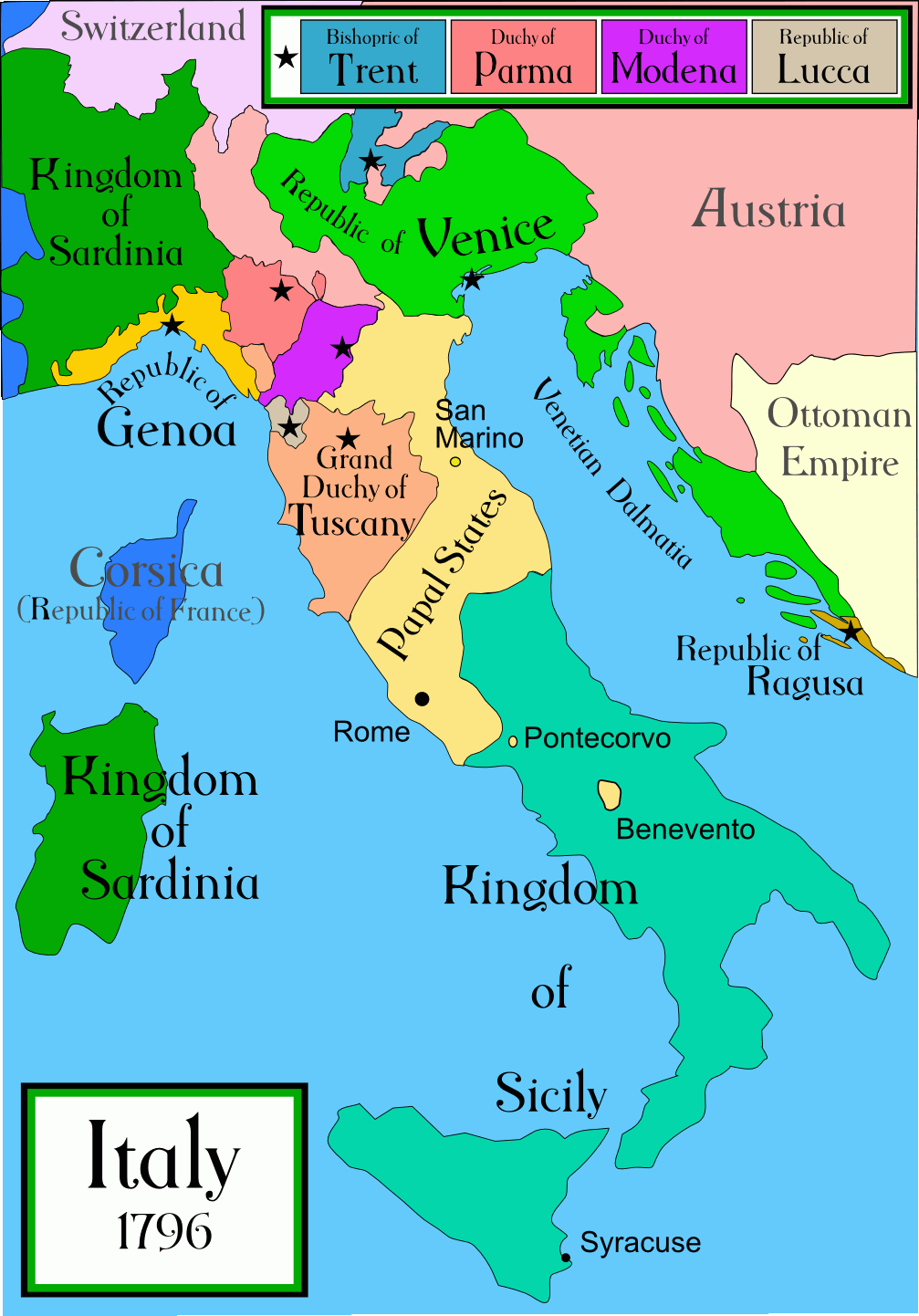
نقشه ایتالیا در سال ۱۷۹۶
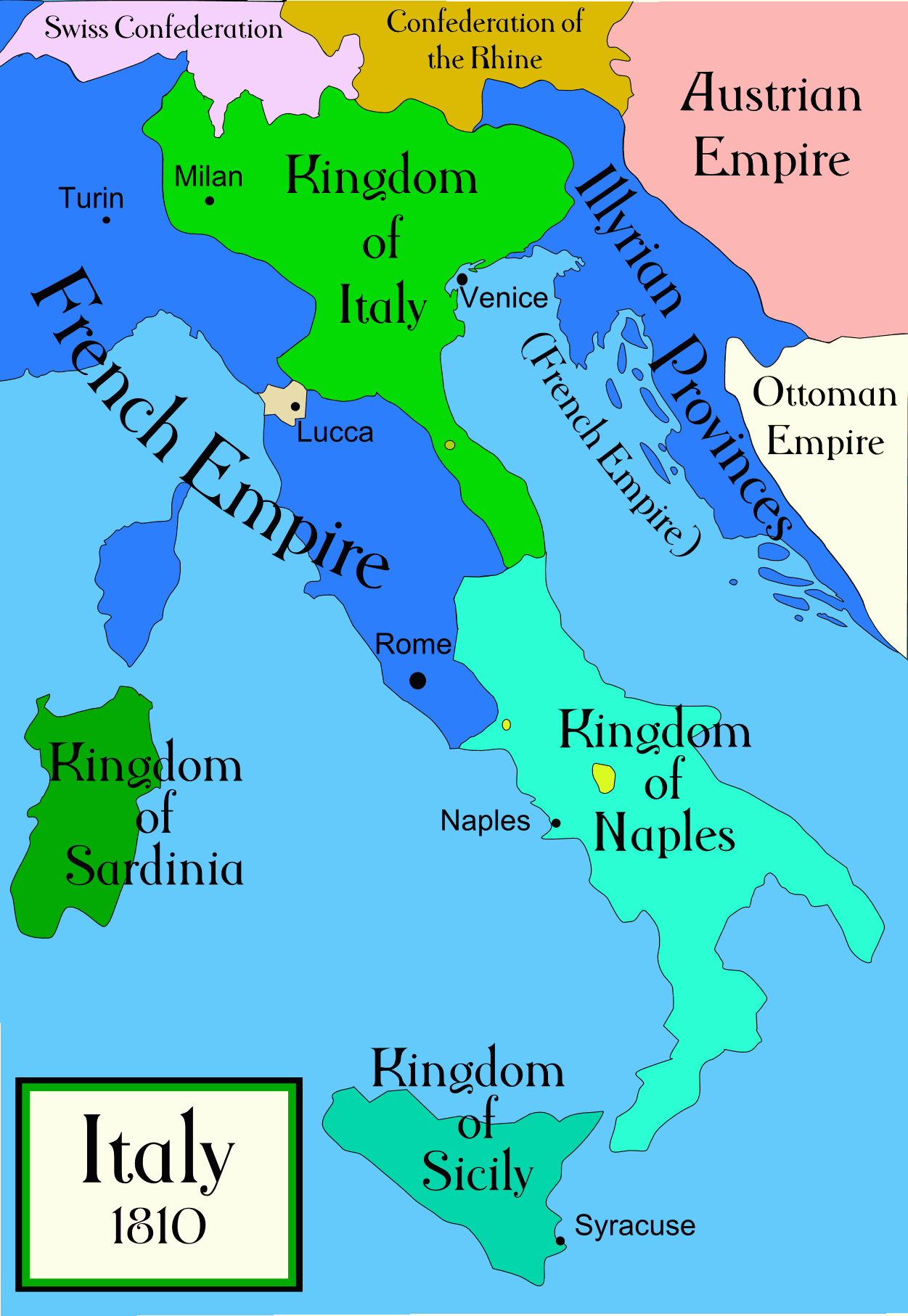
نقشه ایتالیا در سال ۱۸۱۰
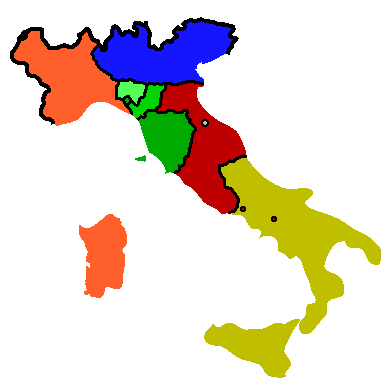
نقشه ایتالیا در سال ۱۸۵۹
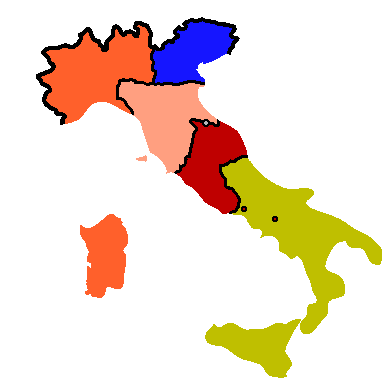
نقشه ایتالیا در سال ۱۸۶۰
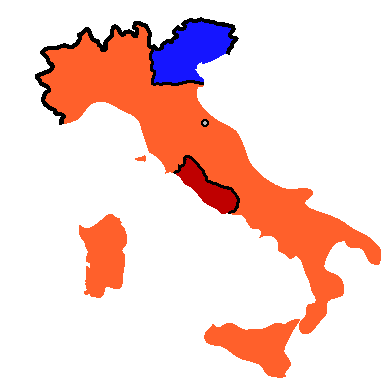
نقشه پادشاهی ایتالیا در سال ۱۸۶۱
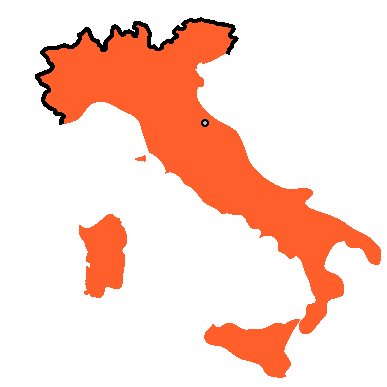
نقشه پادشاهی ایتالیا در سال ۱۸۷۰
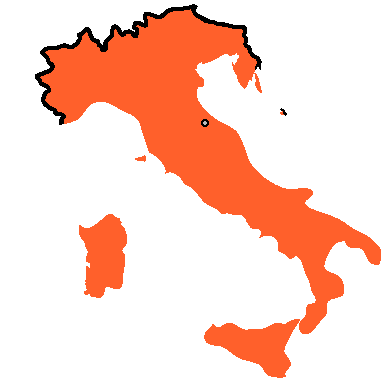
نقشه پادشاهی ایتالیا در سال ۱۹۱۹
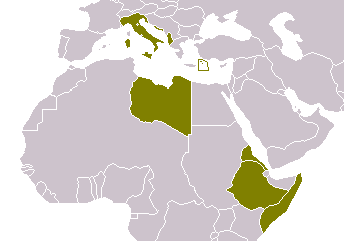
پادشاهی ایتالیا در ۱۹۴۰
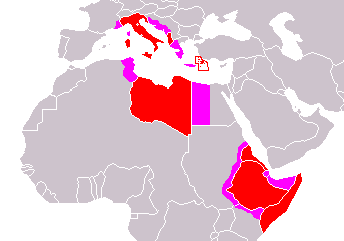
بیشترین گسترش امپراتوری ایتالیا حدود ۱۹۴۲
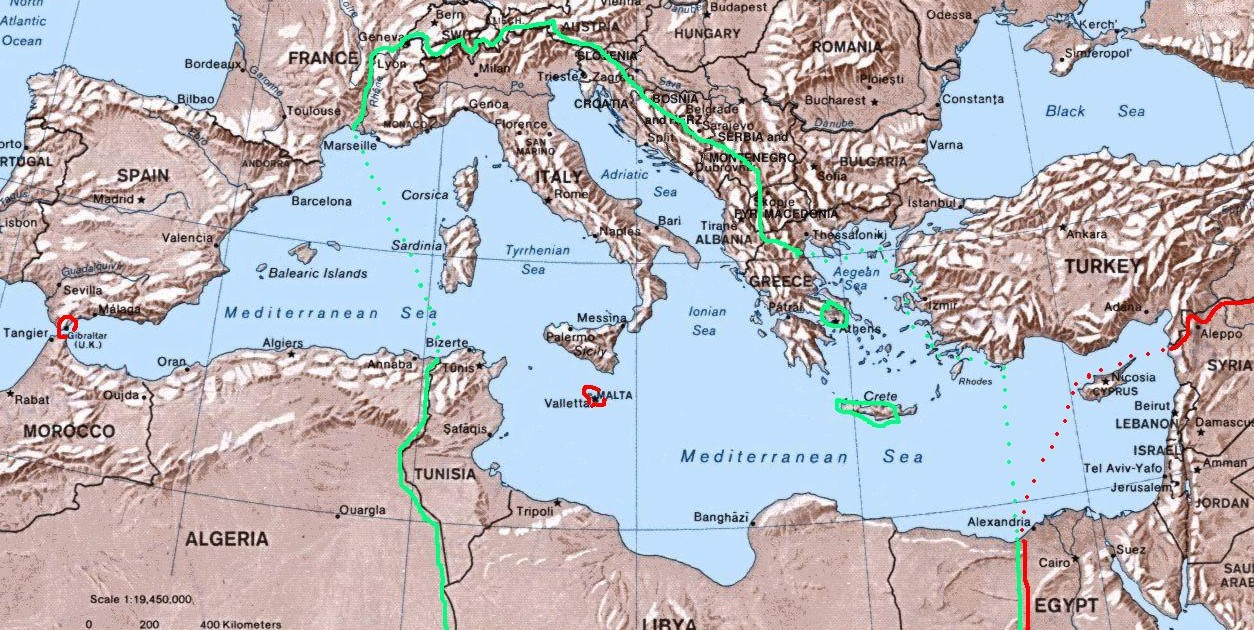
نقشهٔ ایتالیا (سبز) در تابستان ۱۹۴۲و نواحی تحت کنترل بریتانیا (قرمز)